# Tunnel de Vielha
Le tunnel de Vielha est un tunnel routier des Pyrénées centrales situé en Espagne, qui unit les comarques de Haute-Ribagorce et du Val d'Aran, toutes deux situées dans la province de Lérida en Catalogne. Il s'agit en réalité de deux tunnels, l'un inauguré en 1948, l'autre en 2007. Le trafic se fait par le dernier, le plus ancien servant de galerie d'évacuation. Il est emprunté par la N-230.

## Histoire
Depuis toujours, la situation particulière du Val d'Aran l'isolait du reste de l'Espagne : vallée géographiquement française[non neutre], ouverte au nord par le cours de la Garonne, elle ne communiquait avec la Catalogne que par le port de la Bonaigua à l'est, et avec l'Aragon par le port de Vielha au sud, à 2 450 m d'altitude. Ces passages étaient impraticables en hiver. Le chemin du port de Vielha était un sentier pour les piétons et les chevaux ou mulets, mais aucun véhicule ne pouvait l'emprunter. Un hospice (encore existant), l'hospital de Vielha, accueillait les voyageurs sur le versant Sud. La nécessité d'un tunnel se faisait donc déjà sentir au XIXe siècle. 

### Le tunnel Alphonse XIII
Le projet de tunnel apparaît dès le XIXe siècle. Pascual Madoz (1806-1870), homme politique espagnol et géographe, charge en 1830 deux ingénieurs français, Auriol et Partiot, d'étudier un projet, qui ne sera pas réalisé pour des raisons techniques et économiques.
En 1924, un nouveau projet est lancé, à la suite de la visite du roi Alphonse XIII. L'instabilité politique de l'époque, puis la Guerre civile en retarderont la réalisation jusqu'en 1948. En 1944, c'est un objectif stratégique dans la brève tentative d'invasion du Val d'Aran par des forces anti-franquistes : le tunnel n'est alors qu'« un boyau dans lequel il fallait parfois ramper. Mais les événements militaires de 1944 montrèrent que la défense du Val d'Aran exigeait des relations constantes avec l'Espagne, même en hiver. Et le percement fut alors poussé avec énergie ». Les travaux de percement, avec de multiples interruptions, auront duré 22 ans. Le tunnel est baptisé du nom d'Alphonse XIII. C'est alors le premier tunnel routier d'Europe et il conserve le record de plus long tunnel routier du monde jusqu'en 1964. Outre les deux voies de circulation automobiles, il a une voie de tramway à écartement Decauville. Avant que le revêtement intérieur ne soit parachevé, les eaux d'infiltration étaient telles que, récupérées au nord, elles alimentaient une petite centrale électrique qui fournissait l'éclairage du tunnel.
Le tunnel a 5 260 mètres de longueur, une largeur de 7 m correspondant aux 2 voies de circulation de 3 m chacune et 0,50 m pour les banquettes latérales. La pente moyenne est de 5 %.
Jusqu'à l'ouverture du nouveau tunnel, le tunnel Alphonse XIII était devenu l'un des plus dangereux des Pyrénées. Le trafic y était en période de pointe de plus de 6 000 véhicules par jour, dont plus de 700 camions, beaucoup transportant des matières dangereuses. Il n'y avait pas de zones de stationnement, les téléphones d'urgence n'étaient pas isolés du bruit, il n'y avait pas de signalisation à l'intérieur du tunnel, les galeries d'évacuation n'étaient ni signalées ni éclairées, enfin il n'existait aucune gestion des secours. Dans les années 2000, des aménagements sont apportés : installation de 16 caméras vidéo en noir et blanc, deux caméras couleur aux entrées, signalisation, interdiction de dépassement dans les deux sens. La réforme la plus importante est l'interdiction de croisement des camions : pour cela, un parc de stationnement est créé à chaque entrée et une signalisation alternative mise en place. Ces aménagements améliorent la sécurité, mais ne constituent pas une solution aux problèmes du trafic sans cesse croissant.

#### Accidents
Malgré sa vétusté et ses conditions de sécurité maintes fois dénoncées, le tunnel de Vielha n'a pas connu d'accident majeur en 59 ans d'existence. Deux incidents sont survenus pendant les travaux de percement du nouveau tunnel.
- en août 2003, une partie du coffrage en béton de la voûte s'effondre. Il n'y a pas de blessés, le tunnel est fermé pendant deux jours.
- le 11 février 2007, 100 mètres de faux plafond mis en place dans les réfections des années 1980 tombent sans faire de blessés. Le tunnel est fermé jusqu'au 16 février[3].

### Le tunnel Juan CarlosIer
Dans les années 1980, le tunnel de Vielha ne répond à aucune des directives sur la sécurité et la nécessité d'une nouvelle galerie se fait de plus en plus pressante. En 1989, on lance une étude pour doubler le tunnel. Après l'accident du tunnel du Mont-Blanc, en 1999, le projet final est achevé et les travaux commencent en 2002. Après deux ans de retard, le nouveau tunnel, baptisé du nom du roi Juan Carlos Ier, est inauguré le 4 décembre 2007.
Présenté comme l'un des plus sûrs au monde, le nouveau tunnel, d'une longueur de 5 230 m pour une largeur de 12 m, comporte trois voies de circulation, une vers Vielha et deux en direction de Lleida, dont celle de droite réservée aux véhicules lents. La pente moyenne est en effet de 4,57 % vers le sud, avec l'entrée nord à 1 410 m d'altitude et l'entrée sud à 1 605 m. Douze galeries auxiliaires, situées tous les 400 m, font communiquer le nouveau tube avec l'ancien, utilisé comme galerie d'évacuation en cas d'accident. Le tunnel possède 1 186 points lumineux, 442 unités de signalisation lumineuse d'urgence, 25 bouches d'incendie, 12 analyseurs de monoxyde de carbone et 8 673 asperseurs qui se déclenchent en cas d'incendie.